# هارولد إس. أوسبورن
هارولد إس. أوسبورن (بالإنجليزية: Harold S. Osborne)‏ هو عالم أمريكي، ولد في 1 أغسطس 1887 في فايتفيل في الولايات المتحدة، وتوفي في 29 ديسمبر 1985 في Upper Montclair, New Jersey ‏ في الولايات المتحدة.